# Swartzia flaemingii
Swartzia flaemingii là một loài thực vật có hoa trong họ Đậu. Loài này được Raddi miêu tả khoa học đầu tiên.